# Allotoca goslinei
Allotoca goslinei és una espècie de peix de la família dels goodèids i de l'ordre dels ciprinodontiformes.

## Morfologia
- Els mascles poden assolir 6 cm de longitud total.[4][5]

## Hàbitat
És un peix d'aigua dolça, de clima tropical (24 °C-28 °C) i demersal que viu entre 0-1 m de fondària.

## Distribució geogràfica
Es troba a la conca del riu Ameca (Jalisco, Mèxic).

## Observacions
És inofensiu per als humans.